# なでしこリーグカップ2017
プレナスなでしこリーグカップ2017は2017年4月8日から8月12日にかけて行われたなでしこリーグカップである。
1部はジェフ千葉レディースが、2部はセレッソ大阪堺レディースがそれぞれ初優勝を果たした。

## 概要
2017年度のカップ戦は、「なでしこリーグ1部」と「なでしこリーグ2部」それぞれで開催する。

## 開催方式

### なでしこリーグカップ1部
- 開催期間 2017年4月8日～8月12日
  - 予選リーグ 4月8日～7月30日
  - 決勝トーナメント 準決勝：8月5日、決勝：8月12日[2]
- 試合方式 2016年なでしこリーグ1部の成績を参考として次の2組に分かれて、5チームずつの2回総当たり・全10節を行い、各組上位2チームずつの4チームが決勝トーナメントに進出する。
  - Aグループ 日テレ・ベレーザ、AC長野パルセイロ・レディース、アルビレックス新潟レディース、ジェフユナイテッド市原・千葉レディース、ノジマステラ神奈川相模原
  - Bグループ INAC神戸レオネッサ、マイナビベガルタ仙台レディース、伊賀フットボールクラブくノ一、浦和レッドダイヤモンズ・レディース、ちふれASエルフェン埼玉
- 賞金 優勝：500万円、準優勝：300万円、3位：50万円

### なでしこリーグカップ2部
- 開催期間 2017年6月3日～8月12日
  - 予選リーグ 6月3日～8月6日
  - 決勝 8月12日[2]
- 試合方式 10チームを本拠地別に東西2組にわかれ、5チームずつの2回総当たり・全10節を行い、各組1位のチームが決勝に進出する。
  - Aグループ（東日本）オルカ鴨川FC、日体大FIELDS横浜、スフィーダ世田谷FC、ニッパツ横浜FCシーガルズ、コノミヤ・スペランツァ大阪高槻
  - Bグループ（西日本）セレッソ大阪堺レディース、ASハリマ アルビオン、FC吉備国際大学Charme、岡山湯郷Belle、愛媛FCレディース
- 賞金 優勝：50万円

### 試合形式
- 各部共通
- 1試合90分（45分ハーフ）で行う。
- 決勝トーナメントは準決勝・決勝共に1試合で勝敗を決する。
- 準決勝は90分で決着が着かない場合は延長戦を行わずPK戦を行う。決勝は1部では延長戦20分（10分ハーフ）を行い、それでも決着が着かない場合はPK戦を行う。2部では延長戦は行わずPK戦を行う。
- 選手交代は5人まで認められる。
- 下部組織チームからの選手登録は何名でも登録可能。

## 結果

### なでしこリーグカップ1部

#### グループリーグ

##### Aグループ
| 順 | チーム                                 | 試 | 勝 | 分 | 敗 | 得 | 失 | 差  | 点 |
| -- | -------------------------------------- | -- | -- | -- | -- | -- | -- | --- | -- |
| 1  | 日テレ・ベレーザ                       | 8  | 7  | 0  | 1  | 28 | 7  | +21 | 21 |
| 2  | ジェフユナイテッド市原・千葉レディース | 8  | 4  | 1  | 3  | 11 | 9  | +2  | 13 |
| 3  | AC長野パルセイロ・レディース           | 8  | 3  | 1  | 4  | 16 | 18 | −2  | 10 |
| 4  | ノジマステラ神奈川相模原               | 8  | 2  | 1  | 5  | 10 | 20 | −10 | 7  |
| 5  | アルビレックス新潟レディース           | 8  | 2  | 1  | 5  | 8  | 19 | −11 | 7  |

| 第1節 2017年4月8日 | ジェフユナイテッド市原・千葉レディース | 2 - 0          | 日テレ・ベレーザ | フロンティアサッカーフィールド |  |
| 12:00              | 成宮唯 52分 · 70分 (OG)                | 公式記録 (PDF) |                  | 観客数: 435人 主審: 松尾久美子 |  |

| 第1節 2017年4月9日 | アルビレックス新潟レディース | 1 - 2          | AC長野パルセイロ・レディース    | デンカビッグスワンスタジアム |  |
| 12:30              | 大石沙弥香 72分              | 公式記録 (PDF) | 國澤志乃 20分 · 齊藤あかね 35分 | 観客数: 781人 主審: 千葉恵美 |  |

| 第2節 2017年6月3日 | ノジマステラ神奈川相模原             | 2 - 4          | 日テレ・ベレーザ                                         | 相模原ギオンスタジアム           |  |
| 13:00              | 吉見夏稀 27分 (PK) · 南野亜里沙 54分 | 公式記録 (PDF) | 岩清水梓 10分 · 田中美南 29分 · 籾木結花 50分 (PK), 55分 | 観客数: 1,094人 主審: 松尾久美子 |  |

| 第2節 2017年6月3日 | アルビレックス新潟レディース                           | 3 - 2          | ジェフユナイテッド市原・千葉レディース | 十日町市当間多目的グラウンド |  |
| 14:00              | 35分 (OG) · 上尾野辺めぐみ 38分 · 大石沙弥香 47分 (PK) | 公式記録 (PDF) | 櫻本尚子 5分 · 深澤里沙 59分           | 観客数: 491人 主審: 坊薗真琴 |  |

| 第3節 2017年6月10日 | ジェフユナイテッド市原・千葉レディース | 2 - 1          | AC長野パルセイロ・レディース | フクダ電子アリーナ             |  |
| 17:30               | 櫻本尚子 59分 · 安齋結花 72分          | 公式記録 (PDF) | 泊志穂 26分                  | 観客数: 2,181人 主審: 山下良美 |  |

| 第3節 2017年6月11日 | ノジマステラ神奈川相模原 | 1 - 0          | アルビレックス新潟レディース | 相模原ギオンスタジアム       |  |
| 13:00               | 吉見夏稀 78分            | 公式記録 (PDF) |                              | 観客数: 932人 主審: 千葉恵美 |  |

| 第4節 2017年6月17日 | 日テレ・ベレーザ                                  | 3 - 2          | AC長野パルセイロ・レディース | 味の素スタジアム西競技場       |  |
| 17:30               | 岩清水梓 45+1分 · 田中美南 88分 · 籾木結花 90+1分 | 公式記録 (PDF) | 横山久美 37分, 45+1分        | 観客数: 840人 主審: 井脇真理子 |  |

| 第4節 2017年6月18日 | ジェフユナイテッド市原・千葉レディース | 1 - 2          | ノジマステラ神奈川相模原                | 岩名運動公園陸上競技場         |  |
| 14:00               | 小澤寛 59分                            | 公式記録 (PDF) | 田中陽子 69分 · ミッシェル・パオ 90+3分 | 観客数: 723人 主審: 朝倉みな子 |  |

| 第5節 2017年6月24日 | 日テレ・ベレーザ | 1 - 0          | ジェフユナイテッド市原・千葉レディース | 多摩市立陸上競技場           |  |
| 14:00               | 阪口夢穂 85分    | 公式記録 (PDF) |                                        | 観客数: 720人 主審: 松下朝香 |  |

| 第5節 2017年6月24日 | AC長野パルセイロ・レディース                                          | 5 - 2          | アルビレックス新潟レディース | 長野Uスタジアム                  |  |
| 17:00               | 児玉桂子 20分 · 横山久美 28分, 44分 · 齊藤あかね 42分 · 山崎円美 73分 | 公式記録 (PDF) | 園田瑞貴 61分, 77分          | 観客数: 5,645人 主審: 手代木直美 |  |

| 第6節 2017年7月1日 | ノジマステラ神奈川相模原                               | 3 - 3          | AC長野パルセイロ・レディース                  | 相模原ギオンスタジアム       |  |
| 13:00              | 川島はるな 8分 · 田中陽子 13分 · ミッシェル・パオ 87分 | 公式記録 (PDF) | 坂本理保 12分 · 泊志穂 27分 · 齊藤あかね 83分 | 観客数: 918人 主審: 坊薗真琴 |  |

| 第6節 2017年7月2日 | アルビレックス新潟レディース | 0 - 3          | 日テレ・ベレーザ                              | 新潟市陸上競技場             |  |
| 17:00              |                              | 公式記録 (PDF) | 籾木結花 60分 · 岩清水梓 67分 · 田中美南 86分 | 観客数: 467人 主審: 髙橋早織 |  |

| 第7節 2017年7月8日 | AC長野パルセイロ・レディース | 1 - 2          | ジェフユナイテッド市原・千葉レディース | 長野Uスタジアム                  |  |
| 17:00              | 小泉玲奈 89分                | 公式記録 (PDF) | 櫻本尚子 45+1分 · 安齋結花 51分        | 観客数: 1,751人 主審: 松尾久美子 |  |

| 第7節 2017年7月8日 | アルビレックス新潟レディース | 1 - 0          | ノジマステラ神奈川相模原 | 新潟市陸上競技場             |  |
| 19:00              | 瀬倉春陽 79分                | 公式記録 (PDF) |                          | 観客数: 650人 主審: 山下良美 |  |

| 第8節 2017年7月15日 | ノジマステラ神奈川相模原 | 1 - 2          | ジェフユナイテッド市原・千葉レディース | 相模原ギオンスタジアム         |  |
| 15:00               | ミッシェル・パオ 81分    | 公式記録 (PDF) | 瀬戸口梢 44分 · 櫻本尚子 78分          | 観客数: 1,151人 主審: 草処和江 |  |

| 第8節 2017年7月16日 | AC長野パルセイロ・レディース | 0 - 4          | 日テレ・ベレーザ                                               | 長野Uスタジアム                |  |
| 17:00               |                              | 公式記録 (PDF) | 籾木結花 4分 · 田中美南 63分 · 植木理子 88分 · 上辻佑実 90+1分 | 観客数: 2,169人 主審: 吉澤久恵 |  |

| 第9節 2017年7月23日 | ジェフユナイテッド市原・千葉レディース | 0 - 0          | アルビレックス新潟レディース | 成田市中台運動公園陸上競技場 |  |
| 17:00               |                                        | 公式記録 (PDF) |                              | 観客数: 794人 主審: 千葉恵美 |  |

| 第9節 2017年7月23日 | 日テレ・ベレーザ                                                                        | 7 - 0          | ノジマステラ神奈川相模原 | 味の素フィールド西が丘         |  |
| 18:00               | 隅田凜 33分 · 田中美南 48分, 59分 · 阪口夢穂 70分 · 中里優 80分, 90+1分 · 長谷川唯 86分 | 公式記録 (PDF) |                          | 観客数: 2,047人 主審: 桐原純子 |  |

| 第10節 2017年7月30日 | 日テレ・ベレーザ                                                            | 6 - 1          | アルビレックス新潟レディース | 江東区夢の島競技場           |  |
| 17:00                | 鳥海由佳 17分, 34分 · 植木理子 43分, 90+3分 · 岩清水梓 76分 · 菅野奏音 79分 | 公式記録 (PDF) | 園田瑞貴 61分                | 観客数: 603人 主審: 草処和江 |  |

| 第10節 2017年7月30日 | AC長野パルセイロ・レディース  | 2 - 1          | ノジマステラ神奈川相模原 | 長野Uスタジアム                |  |
| 17:00                | 児玉桂子 11分 · 山崎円美 38分 | 公式記録 (PDF) | 廣澤真穂 90+3分          | 観客数: 1,700人 主審: 高橋早織 |  |

##### Bグループ
| 順 | チーム                             | 試 | 勝 | 分 | 敗 | 得 | 失 | 差 | 点 |
| -- | ---------------------------------- | -- | -- | -- | -- | -- | -- | -- | -- |
| 1  | INAC神戸レオネッサ                 | 8  | 5  | 1  | 2  | 19 | 10 | +9 | 16 |
| 2  | 浦和レッドダイヤモンズ・レディース | 8  | 4  | 4  | 0  | 10 | 6  | +4 | 16 |
| 3  | マイナビベガルタ仙台レディース     | 8  | 2  | 3  | 3  | 9  | 10 | −1 | 9  |
| 4  | ちふれASエルフェン埼玉             | 8  | 2  | 1  | 5  | 6  | 15 | −9 | 7  |
| 5  | 伊賀フットボールクラブくノ一       | 8  | 1  | 3  | 4  | 8  | 11 | −3 | 6  |

| 第1節 2017年4月9日 | 伊賀フットボールクラブくノ一  | 2 - 3          | INAC神戸レオネッサ                 | 上野運動公園競技場             |  |
| 13:00              | 櫨まどか 42分 · 作間琴莉 44分 | 公式記録 (PDF) | 仲田歩夢 3分, 79分 · 杉田妃和 74分 | 観客数: 664人 主審: 手代木直美 |  |

| 第1節 2017年4月9日 | 浦和レッドダイヤモンズ・レディース | 2 - 1          | ちふれASエルフェン埼玉 | 浦和駒場スタジアム               |  |
| 14:00              | 菅澤優衣香 66分 · 長船加奈 80分    | 公式記録 (PDF) | 中村ゆしか 90分        | 観客数: 1,046人 主審: 井脇真理子 |  |

| 第2節 2017年6月4日 | ちふれASエルフェン埼玉 | 0 - 2          | INAC神戸レオネッサ                  | 鴻巣市立陸上競技場           |  |
| 13:00              |                        | 公式記録 (PDF) | 伊藤美紀 20分 · チェ・イェスル 72分 | 観客数: 601人 主審: 山下良美 |  |

| 第2節 2017年6月4日 | 伊賀フットボールクラブくノ一 | 2 - 1          | マイナビベガルタ仙台レディース | 上野運動公園競技場           |  |
| 13:00              | 小嶋美舞 5分, 10分           | 公式記録 (PDF) | 西川明花 22分                  | 観客数: 566人 主審: 松下朝香 |  |

| 第3節 2017年6月11日 | マイナビベガルタ仙台レディース  | 2 - 1          | ちふれASエルフェン埼玉 | 会津総合運動公園あいづ陸上競技場 |  |
| 13:01               | 井上綾香 15分 · 安本紗和子 85分 | 公式記録 (PDF) | 鈴木薫子 65分          | 観客数: 583人 主審: 山下良美     |  |

| 第3節 2017年6月11日 | INAC神戸レオネッサ | 1 - 1          | 浦和レッドダイヤモンズ・レディース | 沖縄県総合運動公園陸上競技場     |  |
| 15:00               | 福田ゆい 17分      | 公式記録 (PDF) | 75分 (OG)                          | 観客数: 1,565人 主審: 手代木直美 |  |

| 第4節 2017年6月17日 | ちふれASエルフェン埼玉       | 2 - 1          | 伊賀フットボールクラブくノ一 | 埼玉スタジアム第2グラウンド    |  |
| 13:00               | 鈴木薫子 3分 · 西山裕香 76分 | 公式記録 (PDF) | 佐藤楓 28分                  | 観客数: 370人 主審: 佐々木里紗 |  |

| 第4節 2017年6月17日 | 浦和レッドダイヤモンズ・レディース | 0 - 0          | マイナビベガルタ仙台レディース | 浦和駒場スタジアム             |  |
| 14:01               |                                    | 公式記録 (PDF) |                                | 観客数: 1,696人 主審: 髙橋早織 |  |

| 第5節 2017年6月24日 | INAC神戸レオネッサ            | 2 - 1          | 伊賀フットボールクラブくノ一 | 奈良県立橿原公苑陸上競技場     |  |
| 16:00               | 増矢理花 82分 · 中島依美 85分 | 公式記録 (PDF) | 高橋悠 64分                  | 観客数: 2,054人 主審: 坊薗真琴 |  |

| 第5節 2017年6月25日 | ちふれASエルフェン埼玉 | 0 - 1          | 浦和レッドダイヤモンズ・レディース | 鴻巣市立陸上競技場           |  |
| 17:00               |                        | 公式記録 (PDF) | 塩越柚歩 9分                       | 観客数: 673人 主審: 桐原純子 |  |

| 第6節 2017年7月1日 | 伊賀フットボールクラブくノ一 | 0 - 1          | 浦和レッドダイヤモンズ・レディース | 三重交通G スポーツの杜 鈴鹿    |  |
| 16:00              |                              | 公式記録 (PDF) | 安藤梢 90+2分                      | 観客数: 朝倉みな子 主審: 729人 |  |

| 第6節 2017年7月2日 | マイナビベガルタ仙台レディース | 1 - 2          | INAC神戸レオネッサ             | ユアテックスタジアム仙台         |  |
| 13:00              | 北原佳奈 58分                  | 公式記録 (PDF) | 髙瀬愛実 51分 (PK) · 62分 (OG) | 観客数: 1,406人 主審: 松尾久美子 |  |

| 第7節 2017年7月8日 | 浦和レッドダイヤモンズ・レディース | 2 - 1          | INAC神戸レオネッサ | 浦和駒場スタジアム             |  |
| 17:00              | 菅澤優衣香 44分 · 白木星 58分      | 公式記録 (PDF) | 増矢理花 31分      | 観客数: 松下朝香 主審: 1,754人 |  |

| 第7節 2017年7月9日 | ちふれASエルフェン埼玉 | 1 - 0          | マイナビベガルタ仙台レディース | 鴻巣市立陸上競技場           |  |
| 17:00              | 薊理絵 90+2分          | 公式記録 (PDF) |                                | 観客数: 337人 主審: 千葉恵美 |  |

| 第8節 2017年7月15日 | マイナビベガルタ仙台レディース | 1 - 1          | 伊賀フットボールクラブくノ一 | ひとめぼれスタジアム宮城       |  |
| 16:00               | 安本紗和子 50分 (PK)           | 公式記録 (PDF) | 作間琴莉 63分                | 観客数: 456人 主審: 手代木直美 |  |

| 第8節 2017年7月15日 | INAC神戸レオネッサ                                                                         | 7 - 1          | ちふれASエルフェン埼玉 | ノエビアスタジアム神戸           |  |
| 18:00               | 田中明日菜 6分 · 中島依美 15分, 72分 · 京川舞 61分 · 増矢理花 63分, 90+3分 · 伊藤美紀 66分 | 公式記録 (PDF) | 鈴木薫子 16分          | 観客数: 2,034人 主審: 井脇真理子 |  |

| 第9節 2017年7月22日 | マイナビベガルタ仙台レディース | 2 - 2          | 浦和レッドダイヤモンズ・レディース      | ユアテックスタジアム仙台       |  |
| 13:00               | 菅澤優衣香 2分 · 安藤梢 33分   | 公式記録 (PDF) | 浜田遥 85分 · ケイトリン・フォード 87分 | 観客数: 1,344人 主審: 山下良美 |  |

| 第9節 2017年7月22日 | 伊賀フットボールクラブくノ一 | 0 - 0          | ちふれASエルフェン埼玉 | 三重交通G スポーツの杜 鈴鹿  |  |
| 16:00               |                              | 公式記録 (PDF) |                        | 観客数: 602人 主審: 松下朝香 |  |

| 第10節 2017年7月30日 | 浦和レッドダイヤモンズ・レディース | 1 - 1          | 伊賀フットボールクラブくノ一 | 浦和駒場スタジアム           |  |
| 17:00                | 髙畑志帆 90+5分                    | 公式記録 (PDF) | 佐藤楓 14分                  | 観客数: 1,317人 主審: 赤阪修 |  |

| 第10節 2017年7月30日 | INAC神戸レオネッサ | 1 - 2          | マイナビベガルタ仙台レディース | ノエビアスタジアム神戸         |  |
| 18:00                | 京川舞 90+3分      | 公式記録 (PDF) | 浜田遥 22分 · 小野瞳 53分      | 観客数: 2,168人 主審: 吉澤久惠 |  |

#### 決勝トーナメント
|  | 準決勝                      | 準決勝               |                  |  | 決勝 | 決勝 |
|  |                             |                      |                  |  |      |      |
|  | 8月5日 栃木G                |                      |                  |  |      |      |
|  | 日テレ・ベレーザ            | 2(4)                 |                  |  |      |      |
|  | 浦和レッズ・レディース (PK) | 2(5)                 |                  |  |      |      |
|  |                             |                      | 8月12日 味フィ西 |  |      |      |
|  | 浦和レッズ・レディース      | 0                    |                  |  |      |      |
|  |                             | ジェフ千葉レディース | 1                |  |      |      |
|  | 8月5日 栃木G                |                      |                  |  |      |      |
|  | INAC神戸レオネッサ          | 0                    |                  |  |      |      |
|  | ジェフ千葉レディース        | 1                    |                  |  |      |      |

##### 準決勝
| 2017年8月5日 16:00 |

| 日テレ・ベレーザ                             | 2 - 2          | 浦和レッドダイヤモンズ・レディース         |
| 清水梨紗 38分 · 三浦成美 65分                | 公式記録 (PDF) | 柴田華絵 12分 · 筏井りさ 47分              |
|                                              | PK戦           |                                            |
| 上辻佑実 土光真代 清水梨紗 岩清水梓 植木理子 | 4 - 5          | 筏井りさ 柴田華絵 水谷有希 白木星 清家貴子 |

| 栃木県グリーンスタジアム 観客数: 1,130人 主審: 千葉恵美 |

| 2017年8月5日 19:00 |

| INAC神戸レオネッサ | 0 - 1          | ジェフユナイテッド市原・千葉レディース |
|                    | 公式記録 (PDF) | 千野晶子 48分                          |

| 栃木県グリーンスタジアム 観客数: 1,256人 主審: 井脇真理子 |

##### 決勝
| 2017年8月12日 19:00 |

| 浦和レッドダイヤモンズ・レディース | 0 - 1          | ジェフユナイテッド市原・千葉レディース |
|                                    | 公式記録 (PDF) | 瀬戸口梢 90+2分                        |

| 味の素フィールド西が丘 観客数: 3,129人 主審: 山下良美 |

### なでしこリーグカップ2部

#### グループリーグ

##### Aグループ
| 順 | チーム                         | 試 | 勝 | 分 | 敗 | 得 | 失 | 差  | 点 |
| -- | ------------------------------ | -- | -- | -- | -- | -- | -- | --- | -- |
| 1  | 日体大FIELDS横浜               | 8  | 6  | 0  | 2  | 26 | 11 | +15 | 18 |
| 2  | スフィーダ世田谷FC             | 8  | 5  | 2  | 1  | 20 | 10 | +10 | 17 |
| 3  | オルカ鴨川FC                   | 8  | 2  | 3  | 3  | 4  | 7  | −3  | 9  |
| 4  | ニッパツ横浜FCシーガルズ       | 8  | 2  | 1  | 5  | 5  | 10 | −5  | 7  |
| 5  | コノミヤ・スペランツァ大阪高槻 | 8  | 1  | 2  | 5  | 3  | 20 | −17 | 5  |

| 第1節 2017年6月3日 | コノミヤ・スペランツァ大阪高槻 | 0 - 9          | 日体大FIELDS横浜 | ヤンマースタジアム長居       |  |
| 13:00              |                                | 公式記録 (PDF) | 瀬野有希 7分 · 荒川恵理子 14分, 23分 · 嶋田千秋 29分 · 植村祥子 32分, 60分, 73分 · 今井裕里奈 37分 · 伊藤香菜子 83分 | 観客数: 180人 主審: 髙橋早織 |  |

| 第1節 2017年6月3日 | スフィーダ世田谷FC | 1 - 1          | オルカ鴨川FC    | 武蔵野市立武蔵野陸上競技場     |  |
| 14:30              | 長﨑茜 35分        | 公式記録 (PDF) | 佐藤衣里子 21分 | 観客数: 762人 主審: 藤田美智子 |  |

| 第2節 2017年6月11日 | オルカ鴨川FC | 0 - 2          | コノミヤ・スペランツァ大阪高槻 | 富津臨海陸上競技場           |  |
| 13:00               |              | 公式記録 (PDF) | 谷口木乃実 14分, 41分          | 観客数: 651人 主審: 草処和江 |  |

| 第2節 2017年6月11日 | 日体大FIELDS横浜 | 0 - 1          | ニッパツ横浜FCシーガルズ | 日産フィールド小机           |  |
| 13:00               |                  | 公式記録 (PDF) | 吉田瑞季 3分             | 観客数: 310人 主審: 吉澤久恵 |  |

| 第3節 2017年6月17日 | オルカ鴨川FC      | 1 - 2          | 日体大FIELDS横浜              | 袖ヶ浦陸上競技場                 |  |
| 13:00               | 小林映里奈 90+1分 | 公式記録 (PDF) | 植村祥子 10分 · 児野楓香 83分 | 観客数: 1,053人 主審: 松尾久美子 |  |

| 第3節 2017年6月17日 | ニッパツ横浜FCシーガルズ | 1 - 3          | スフィーダ世田谷FC                       | 日産フィールド小机           |  |
| 13:00               | 橘麗衣 63分              | 公式記録 (PDF) | 山本菜桜美 19分, 50分 (PK) · 森仁美 68分 | 観客数: 633人 主審: 一木千広 |  |

| 第4節 2017年6月24日 | ニッパツ横浜FCシーガルズ | 0 - 1          | オルカ鴨川FC  | 日産フィールド小机           |  |
| 13:00               |                          | 公式記録 (PDF) | 村岡真実 60分 | 観客数: 412人 主審: 山下良美 |  |

| 第4節 2017年6月25日 | コノミヤ・スペランツァ大阪高槻 | 0 - 4          | スフィーダ世田谷FC                                       | 高槻市萩谷総合公園サッカー場 |  |
| 13:00               |                                | 公式記録 (PDF) | 長﨑茜 7分 · 森仁美 66分 · 永田真耶 69分 · 渡辺瑞稀 90分 | 観客数: 123人 主審: 千葉恵美 |  |

| 第5節 2017年7月1日 | コノミヤ・スペランツァ大阪高槻 | 0 - 0          | ニッパツ横浜FCシーガルズ | 万博記念競技場                 |  |
| 13:00              |                                | 公式記録 (PDF) |                          | 観客数: 210人 主審: 藤田美智子 |  |

| 第5節 2017年7月1日 | スフィーダ世田谷FC                                | 3 - 6          | 日体大FIELDS横浜                                                              | 武蔵野市立武蔵野陸上競技場     |  |
| 14:30              | 山本菜桜美 19分 · 長﨑茜 81分 · 花桐なおみ 90+2分 | 公式記録 (PDF) | 平田ひかり 15分, 65分 · 奥津礼菜 29分 · 植村祥子 30分, 55分 · 荒川恵理子 84分 | 観客数: 274人 主審: 佐々木里紗 |  |

| 第6節 2017年7月9日 | 日体大FIELDS横浜                     | 3 - 0          | コノミヤ・スペランツァ大阪高槻 | 日産フィールド小机             |  |
| 13:00              | 植村祥子 7分, 67分 · 田中江梨奈 89分 | 公式記録 (PDF) |                                | 観客数: 200人 主審: 手代木直美 |  |

| 第6節 2017年7月9日 | オルカ鴨川FC | 0 - 0          | スフィーダ世田谷FC | 鴨川市陸上競技場               |  |
| 15:00              |              | 公式記録 (PDF) |                    | 観客数: 547人 主審: 井脇真理子 |  |

| 第7節 2017年7月16日 | スフィーダ世田谷FC                | 2 - 0          | ニッパツ横浜FCシーガルズ | 味の素フィールド西が丘       |  |
| 14:30               | 永田真耶 65分 · 犛山菜々恵 90+1分 | 公式記録 (PDF) |                          | 観客数: 389人 主審: 坊薗真琴 |  |

| 第7節 2017年7月17日 | 日体大FIELDS横浜               | 2 - 0          | オルカ鴨川FC | 日産フィールド小机             |  |
| 13:00               | 平田ひかり 8分 · 石井千晴 35分 | 公式記録 (PDF) |              | 観客数: 250人 主審: 藤田美智子 |  |

| 第8節 2017年7月23日 | スフィーダ世田谷FC                                | 3 - 1          | コノミヤ・スペランツァ大阪高槻 | 駒沢オリンピック公園総合運動場陸上競技場 |  |
| 13:30               | 花桐なおみ 45+1分 · 長﨑茜 54分 · 山本菜桜美 64分 | 公式記録 (PDF) | 藤野涼加 41分                  | 観客数: 615人 主審: 松尾久美子           |  |

| 第8節 2017年7月23日 | オルカ鴨川FC  | 1 - 0          | ニッパツ横浜FCシーガルズ | 鴨川市陸上競技場             |  |
| 15:00               | 髙橋奈々 58分 | 公式記録 (PDF) |                          | 観客数: 664人 主審: 柳村彩乃 |  |

| 第9節 2017年7月30日 | ニッパツ横浜FCシーガルズ      | 2 - 3          | 日体大FIELDS横浜                      | 日産フィールド小机         |  |
| 11:00               | 加賀孝子 64分 · 大島瑞稀 79分 | 公式記録 (PDF) | 植村祥子 31分, 50分 · 大賀理紗子 37分 | 観客数: 467人 主審: 横田碧 |  |

| 第9節 2017年7月30日 | コノミヤ・スペランツァ大阪高槻 | 0 - 0          | オルカ鴨川FC | キンチョウスタジアム           |  |
| 14:00               |                                | 公式記録 (PDF) |              | 観客数: 410人 主審: 佐々木里紗 |  |

| 第10節 2017年8月6日 | ニッパツ横浜FCシーガルズ | 1 - 0          | コノミヤ・スペランツァ大阪高槻 | ニッパツ三ツ沢球技場           |  |
| 11:00               | 山本絵美 32分            | 公式記録 (PDF) |                                | 観客数: 579人 主審: 三浦なみか |  |

| 第10節 2017年8月6日 | 日体大FIELDS横浜 | 1 - 4          | スフィーダ世田谷FC                                   | 神奈川県立保土ケ谷公園サッカー場 |  |
| 14:30               | 植村祥子 22分    | 公式記録 (PDF) | 長﨑茜 9分, 80分 · 山本菜桜美 42分 · 花桐なおみ 43分 | 観客数: 350人 主審: 髙橋早織     |  |

##### Bグループ
| 順 | チーム                   | 試 | 勝 | 分 | 敗 | 得 | 失 | 差  | 点 |
| -- | ------------------------ | -- | -- | -- | -- | -- | -- | --- | -- |
| 1  | セレッソ大阪堺レディース | 8  | 7  | 0  | 1  | 24 | 5  | +19 | 21 |
| 2  | 岡山湯郷Belle            | 8  | 4  | 1  | 3  | 13 | 12 | +1  | 13 |
| 3  | ASハリマ アルビオン      | 8  | 4  | 0  | 4  | 12 | 11 | +1  | 12 |
| 4  | 愛媛FCレディース         | 8  | 3  | 0  | 5  | 14 | 13 | +1  | 9  |
| 5  | FC吉備国際大学Charme     | 8  | 1  | 1  | 6  | 5  | 27 | −22 | 4  |

| 第1節 2017年6月4日 | ASハリマ アルビオン | 1 - 0          | 愛媛FCレディース | 兵庫県立三木総合防災公園陸上競技場 |  |
| 13:00              | 山口紗矢 14分       | 公式記録 (PDF) |                  | 観客数: 346人 主審: 一木千広       |  |

| 第1節 2017年6月4日 | 岡山湯郷Belle | 1 - 3          | セレッソ大阪堺レディース  | 岡山県美作ラグビー・サッカー場 |  |
| 14:00              | 木龍七瀬 8分  | 公式記録 (PDF) | 宝田沙織 54分, 62分, 71分 | 観客数: 753人 主審: 萩尾麻衣子 |  |

| 第2節 2017年6月10日 | 愛媛FCレディース | 0 - 3          | セレッソ大阪堺レディース                      | 宇和島市丸山公園陸上競技場     |  |
| 13:00               |                  | 公式記録 (PDF) | 宝田沙織 60分 · 林穂之香 87分 · 矢形海優 88分 | 観客数: 152人 主審: 佐々木里紗 |  |

| 第2節 2017年6月11日 | FC吉備国際大学Charme | 0 - 2          | 岡山湯郷Belle                  | 岡山県津山陸上競技場         |  |
| 13:00               |                      | 公式記録 (PDF) | 島村公美子 2分 · 尾田緩奈 45分 | 観客数: 653人 主審: 桐原純子 |  |

| 第3節 2017年6月17日 | 岡山湯郷Belle              | 2 - 1          | ASハリマ アルビオン   | 岡山県美作ラグビー・サッカー場 |  |
| 13:00               | 巴月優希 4分 · 乃一綾 28分 | 公式記録 (PDF) | パク・ソンウン 90+1分 | 観客数: 665人 主審: 藤田美智子 |  |

| 第3節 2017年6月17日 | セレッソ大阪堺レディース                                                              | 6 - 0          | FC吉備国際大学Charme | ヤンマーフィールド長居       |  |
| 14:00               | 松原志歩 15分, 88分 · 北村菜々美 39分 · 宝田沙織 42分 · 林穂之香 75分 · 脇阪麗奈 82分 | 公式記録 (PDF) |                      | 観客数: 691人 主審: 鷲尾里梨 |  |

| 第4節 2017年6月25日 | ASハリマ アルビオン | 1 - 2          | セレッソ大阪堺レディース | ウインク陸上競技場           |  |
| 13:00               | 葛馬史奈 47分       | 公式記録 (PDF) | 松原志歩 78分, 88分      | 観客数: 482人 主審: 近藤恭子 |  |

| 第4節 2017年6月25日 | FC吉備国際大学Charme | 1 - 7          | 愛媛FCレディース                                                              | 岡山県津山陸上競技場         |  |
| 13:00               | 池尻茉由 39分        | 公式記録 (PDF) | 阿久根真奈 16分, 41分, 48分, 51分 · 33分 (OG) · 山城見友希 54分 · 大矢歩 57分 | 観客数: 282人 主審: 助廣那由 |  |

| 第5節 2017年7月1日 | 岡山湯郷Belle   | 1 - 2          | 愛媛FCレディース                | 岡山県美作ラグビー・サッカー場 |  |
| 15:00              | 濱本まりん 51分 | 公式記録 (PDF) | 佐藤比香理 45+2分 · 西村望 57分 | 観客数: 645人 主審: 柳村彩乃   |  |

| 第5節 2017年7月2日 | ASハリマ アルビオン | 0 - 2          | FC吉備国際大学Charme          | ウインク陸上競技場             |  |
| 13:00              |                     | 公式記録 (PDF) | 藤原愛 25分 · 佐々木佑香 58分 | 観客数: 1,250人 主審: 草処和江 |  |

| 第6節 2017年7月8日 | 愛媛FCレディース | 0 - 1          | ASハリマ アルビオン | 宇和島市丸山公園陸上競技場     |  |
| 16:00              |                  | 公式記録 (PDF) | パク・ソンウン 82分 | 観客数: 382人 主審: 國師えりな |  |

| 第6節 2017年7月8日 | セレッソ大阪堺レディース | 1 - 2          | 岡山湯郷Belle                 | J-GREEN堺S1メインフィールド  |  |
| 18:00              | 矢形海優 1分             | 公式記録 (PDF) | 巴月優希 16分 · 亀岡夏美 75分 | 観客数: 273人 主審: 緒方実央 |  |

| 第7節 2017年7月16日 | FC吉備国際大学Charme | 0 - 3          | セレッソ大阪堺レディース  | 岡山県津山陸上競技場         |  |
| 15:00               |                      | 公式記録 (PDF) | 矢形海優 63分, 80分, 82分 | 観客数: 209人 主審: 高橋早織 |  |

| 第7節 2017年7月17日 | ASハリマ アルビオン | 1 - 0          | 岡山湯郷Belle | 兵庫県立三木総合防災公園陸上競技場 |  |
| 15:00               | 西山衣美 55分       | 公式記録 (PDF) |               | 観客数: 654人 主審: 兼松春奈       |  |

| 第8節 2017年7月22日 | 岡山湯郷Belle | 1 - 1          | FC吉備国際大学Charme | 岡山県美作ラグビー・サッカー場 |  |
| 15:00               | 齊藤夏美 87分 | 公式記録 (PDF) | 池尻茉由 89分        | 観客数: 601人 主審: 一木千広   |  |

| 第8節 2017年7月23日 | セレッソ大阪堺レディース | 2 - 0          | 愛媛FCレディース | キンチョウスタジアム         |  |
| 17:00               | 宝田沙織 4分, 8分        | 公式記録 (PDF) |                  | 観客数: 631人 主審: 安浪陽子 |  |

| 第9節 2017年7月29日 | 愛媛FCレディース                  | 2 - 0          | FC吉備国際大学Charme | ニンジニアスタジアム         |  |
| 11:00               | 佐藤比香理 34分 · 桜井由衣香 77分 | 公式記録 (PDF) |                      | 観客数: 283人 主審: 近藤恭子 |  |

| 第9節 2017年7月30日 | セレッソ大阪堺レディース                | 4 - 1          | ASハリマ アルビオン | J-GREEN堺S1メインフィールド    |  |
| 18:00               | 野島咲良 2分 · 松原志歩 5分, 12分, 74分 | 公式記録 (PDF) | 内田美鈴 21分       | 観客数: 藤田美智子 主審: 172人 |  |

| 第10節 2017年8月5日 | FC吉備国際大学Charme        | 1 - 6          | ASハリマ アルビオン                                                          | 岡山県津山陸上競技場         |  |
| 15:00               | シャノン・マッカーシー 15分 | 公式記録 (PDF) | 沼田倫子 56分 · 清水あかね 58分, 61分 · 坂崎奏 62分 (PK) · 桑原茜 75分, 89分 | 観客数: 安浪陽子 主審: 214人 |  |

| 第10節 2017年8月5日 | 愛媛FCレディース                                | 3 - 4          | 岡山湯郷Belle                                                   | 宇和島市丸山公園陸上競技場   |  |
| 16:00               | 西川早弓 68分 · 鎌田蘭 82分 · 假屋麻衣子 90+2分 | 公式記録 (PDF) | 北浦美帆 18分 · 木龍七瀬 19分 · 藤田のぞみ 34分 · 巴月優希 90分 | 観客数: 吉澤久恵 主審: 160人 |  |

#### 決勝
| 2017年8月12日 16:00 |

| 日体大FIELDS横浜                                 | 1 - 1          | セレッソ大阪堺レディース                     |
| 嶋田千秋 67分 (PK)                               | 公式記録 (PDF) | 松原志歩 62分                                |
|                                                  | PK戦           |                                              |
| 目原莉奈 平田ひかり 櫻井麻友佳 羽座妃粋 嶋田千秋 | 4 - 5          | 筒井梨香 脇阪麗奈 宝田沙織 林穂之香 松原志歩 |

| 味の素フィールド西が丘 観客数: 1,722人 主審: 松下朝香 |

## 参考資料
- “2017シーズン大会概要”.   日本女子サッカーリーグ (2017年2月1日). 2017年4月9日閲覧。